# قالب (سي++)
القوالب (بالإنجليزية: Templates)‏ من خصائص لغة C++ التي تسمح للدوال والأصناف (Classes)  بالعمل ببيانات غير محددة النوع. ما يسمح للمطور بالاقتصاد في كتابة الكود.
استلهم معظم مفهوم القوالب من لغة CLU و لغة أدا.